# تشارلز جاكسون
تشارلز جاكسون (بالإنجليزية: Charles Jackson) هو محامي وسياسي أمريكي، ولد في 4 مارس 1797 في الولايات المتحدة، وتوفي بنفس المكان في 21 يناير 1876. حزبياً، نشط في الحزب الديمقراطي والحزب الجمهوري. انتخب حاكم رود آيلاند ‏ (6 مايو 1845 – 6 مايو 1846).